# Clytus fulvohirsutus
Clytus fulvohirsutus là một loài bọ cánh cứng trong họ Cerambycidae.